# 汤姆·吉凯尔
汤姆·吉凯尔（法語：Thom Gicquel，1999年1月12日—），法國男子羽毛球運動員。他曾與小托馬·波波夫赢得2017年欧青賽男雙冠军。同时，他也是2017年欧青賽混合團體冠军的成员，成为了該届欧青赛的「双冠王」得主。

## 簡歷
汤姆·吉凯尔6歲開始在俱樂部打羽毛球，到7歲時開始參加比賽。
2015年5月，汤姆·吉凯尔與托马斯·巴雷斯出战里加羽毛球國際賽，在男双决赛以0比2（12-21、13-21）不敌丹麦的麥斯·埃米爾·克里斯坦森/克里斯托弗·克努森，赢得亚军。
2016年6月，汤姆·吉凯尔與莉昂妮絲·休特出戰拉脫維亞羽毛球國際賽，在混双决赛以2比1（21-15、18-21、21-15）击败了俄罗斯的德米特里·里亚博夫/玛丽亚·舍古罗娃，夺得其首个国际赛冠军。同年10月，他与德尔菲娜·德尔吕出战瑞士羽毛球國際賽，在混双决赛以1比2（17-21、21-10、19-21）不敌赛会头号种子、瑞士的奥利弗·沙勒/赛琳·伯卡特，赢得亚军。
2017年1月，汤姆·吉凯尔分别与乔丹·科维以及德尔菲娜·德尔吕出战愛沙尼亞羽毛球國際賽，在男双準决赛以1比2（18-21、21-17、17-21）不敌赛会3号种子、队友的巴斯蒂安·凯尔索迪/朱利安·马尤；而混双準决赛以1比2（17-21、21-18、18-21）不敌俄罗斯的罗季翁·阿利莫夫/艾莉娜·达夫列托娃。同期1月，他与德尔菲娜·德尔吕出战瑞典羽毛球國際賽，在混双準决赛以0比2（13-21、11-21）不敌丹麦的马蒂亚斯·贝尔-斯密特/亚历山德拉·博尔。同年3月，他与德尔菲娜·德尔吕出战葡萄牙羽毛球國際賽，在混双决赛以1比2（21-19、19-21、12-21）不敌赛会3号种子、芬兰的安东·凯斯提/珍妮·奈斯特伦，赢得亚军。同期3月，他与德尔菲娜·德尔吕出战奧爾良羽毛球國際挑戰賽，在混双準决赛以0比2（14-21、15-21）不敌赛会3号种子、中華台北的張課琦/張莘恬。同年4月，他代表法国参加本国举办的歐洲青年羽毛球錦標賽，在率先进行的团体赛，法国队赢得金牌；此外，还与小托馬·波波夫的男双决赛以2比0（21-17、21-13）击败了英格兰的馬克斯·弗林/卡勒姆·亨明，赢得欧青赛男子双打冠军。同年8月，他參加苏格兰格拉斯哥舉行的世界羽毛球錦標賽，他和德尔菲娜·德尔吕出戰混合双打項目。首圈以1比2 （21-15、19-21、11-21）不敌德国组合的拉斐尔·贝克/卡拉·尼尔特，48强止步。
2018年1月，汤姆·吉凯尔分别与德尔菲娜·德尔吕出战愛沙尼亞羽毛球國際賽，在混双準决赛以0比2（16-21、21-23）不敌德国的彼得·卡斯巴尔/奥尔佳·科农。同期1月，他与德尔菲娜·德尔吕出战瑞典羽毛球公開賽，在混双决赛以2比1（21-16、21-10）击败了赛会2号种子、丹麦的克里斯托弗·克努森/克里斯托弗·克努森，赢得冠军。同年4月，他与德爾菲娜·德爾呂出战荷蘭羽毛球國際賽，在混双决赛以2比0（21-17、21-14）击败了丹麦的马蒂亚斯·蒂里/伊丽莎·梅尔高，赢得冠军。同年6月，他代表法国参加西班牙塔拉戈纳举办的地中海運動會羽毛球比賽，与巴斯蒂安·凯尔索迪赢得地中运动会男子双打金牌。

## 主要比賽成績
只列出曾進入準決賽的國際賽事成績：
| 年份   | 賽事                       | 公開賽級別 | 項目     | 搭檔              | 成績   |
| ------ | -------------------------- | ---------- | -------- | ----------------- | ------ |
| 2015年 | 歐洲青年羽毛球錦標賽       | 其他       | 混合團體 | －                | 季軍   |
| 2015年 | 里加羽毛球國際賽           | 未來系列賽 | 男子雙打 | 托马斯·巴雷斯     | 亞軍   |
| 2016年 | 拉脫維亞羽毛球國際賽       | 未來系列賽 | 混合雙打 | 莉昂妮絲·休特     | 冠軍   |
| 2016年 | 瑞士羽毛球國際賽           | 國際系列賽 | 混合雙打 | 德尔菲娜·德尔吕   | 亞軍   |
| 2017年 | 愛沙尼亞羽毛球國際賽       | 國際系列賽 | 男子雙打 | 乔丹·科维         | 準決賽 |
| 2017年 | 愛沙尼亞羽毛球國際賽       | 國際系列賽 | 混合雙打 | 德尔菲娜·德尔吕   | 準決賽 |
| 2017年 | 瑞典羽毛球國際賽           | 國際系列賽 | 混合雙打 | 德尔菲娜·德尔吕   | 準決賽 |
| 2017年 | 葡萄牙羽毛球國際賽         | 國際系列賽 | 混合雙打 | 德尔菲娜·德尔吕   | 亞軍   |
| 2017年 | 奧爾良羽毛球國際挑戰賽     | 國際挑戰賽 | 混合雙打 | 德尔菲娜·德尔吕   | 準決賽 |
| 2017年 | 歐洲青年羽毛球錦標賽       | 其他       | 混合團體 | －                | 冠軍   |
| 2017年 | 歐洲青年羽毛球錦標賽       | 其他       | 男子雙打 | 小托馬·波波夫     | 冠軍   |
| 2018年 | 愛沙尼亞羽毛球國際賽       | 國際系列賽 | 混合雙打 | 德尔菲娜·德尔吕   | 準決賽 |
| 2018年 | 瑞典羽毛球公開賽           | 國際系列賽 | 混合雙打 | 德尔菲娜·德尔吕   | 冠軍   |
| 2018年 | 歐洲羽毛球男子團體錦標賽   | 其他       | 男子團體 | －                | 季軍   |
| 2018年 | 荷蘭羽毛球國際賽           | 國際系列賽 | 混合雙打 | 德爾菲娜·德爾呂   | 冠軍   |
| 2018年 | 地中海運動會羽毛球比賽     | 其他       | 男子雙打 | 巴斯蒂安·凯尔索迪 | 金牌   |
| 2018年 | 比利時羽毛球國際賽         | 國際挑戰賽 | 混合雙打 | 德爾菲娜·德爾呂   | 準決賽 |
| 2018年 | 捷克羽毛球公開賽           | 國際挑戰賽 | 男子雙打 | 羅南·拉巴爾       | 冠軍   |
| 2018年 | 荷蘭羽毛球公開賽           | 超級100賽  | 混合雙打 | 德爾菲娜·德爾呂   | 亞軍   |
| 2019年 | 奧爾良羽毛球大師賽         | 超級100賽  | 混合雙打 | 德尔菲娜·德尔吕   | 冠軍   |
| 2019年 | 波蘭羽毛球公開賽           | 國際挑戰賽 | 混合雙打 | 德爾菲娜·德爾呂   | 亞軍   |
| 2019年 | 丹麥羽毛球國際賽           | 國際挑戰賽 | 男子雙打 | 羅南·拉巴爾       | 準決賽 |
| 2019年 | 丹麥羽毛球國際賽           | 國際挑戰賽 | 混合雙打 | 德爾菲娜·德爾呂   | 亞軍   |
| 2019年 | 阿塞拜疆羽毛球國際賽       | 國際挑戰賽 | 混合雙打 | 德爾菲娜·德爾呂   | 冠軍   |
| 2019年 | 歐洲運動會羽毛球比賽       | 其他       | 混合雙打 | 德爾菲娜·德爾呂   | 銅牌   |
| 2019年 | 加拿大羽毛球公開賽         | 超級100賽  | 混合雙打 | 德爾菲娜·德爾呂   | 準決賽 |
| 2019年 | 美國羽毛球公開賽           | 超級300賽  | 混合雙打 | 德爾菲娜·德爾呂   | 亞軍   |
| 2019年 | 愛爾蘭羽毛球公開賽         | 國際挑戰賽 | 混合雙打 | 德爾菲娜·德爾呂   | 準決賽 |
| 2019年 | 賽義德·莫迪羽毛球國際賽    | 超級300賽  | 混合雙打 | 德爾菲娜·德爾呂   | 準決賽 |
| 2020年 | 印度尼西亞羽毛球大師賽     | 超級500賽  | 混合雙打 | 德尔菲娜·德尔吕   | 準決賽 |
| 2020年 | 歐洲羽毛球男女子團體錦標賽 | 其他       | 男子團體 | －                | 季軍   |
| 2020年 | 西班牙羽毛球大師賽         | 超級300賽  | 混合雙打 | 德尔菲娜·德尔吕   | 亞軍   |
| 2020年 | YONEX泰國羽毛球公開賽      | 超級1000賽 | 混合雙打 | 德尔菲娜·德尔吕   | 準決賽 |
| 2020年 | 世界羽聯世界巡迴賽總決賽   | 總決賽     | 混合雙打 | 德尔菲娜·德尔吕   | 準決賽 |
| 2021年 | 歐洲羽毛球混合團體錦標賽   | 其他       | 混合團體 | －                | 亞軍   |
| 2021年 | 瑞士羽毛球公開賽           | 超級300賽  | 混合雙打 | 德尔菲娜·德尔吕   | 冠軍   |
| 2022年 | 歐洲羽毛球錦標賽           | 其他       | 混合雙打 | 德尔菲娜·德尔吕   | 亞軍   |
| 2022年 | 印尼羽毛球大師賽           | 超級500賽  | 混合雙打 | 德尔菲娜·德尔吕   | 亞軍   |
| 2022年 | 海洛羽毛球公開賽           | 超級300賽  | 混合雙打 | 德尔菲娜·德尔吕   | 準決賽 |
| 2023年 | 印尼羽毛球大師賽           | 超級500賽  | 混合雙打 | 德尔菲娜·德尔吕   | 半决赛 |
| 2023年 | 歐洲羽毛球混合團體錦標賽   | 其他       | 混合團體 | －                | 亞軍   |
| 2023年 | 歐洲運動會羽毛球比賽       | 其他       | 混合雙打 | 德尔菲娜·德尔吕   | 銀牌   |
| 2023年 | 中國羽毛球公開賽           | 超級1000賽 | 混合雙打 | 德尔菲娜·德尔吕   | 亞軍   |
| 2024年 | 歐洲羽毛球男女子團體錦標賽 | 其他       | 男子團體 | －                | 亞軍   |
| 2024年 | 西班牙馬德里羽毛球大師賽   | 超級300賽  | 混合雙打 | 德爾菲娜·德爾呂   | 準決賽 |
| 2024年 | 歐洲羽毛球錦標賽           | 其他       | 混合雙打 | 德爾菲娜·德爾呂   | 冠軍   |
| 2024年 | 海洛羽毛球公開賽           | 超級300賽  | 混合雙打 | 德尔菲娜·德尔吕   | 準決賽 |
| 2024年 | 日本熊本羽毛球大師賽       | 超級500賽  | 混合雙打 | 德尔菲娜·德尔吕   | 亞軍   |
| 2025年 | 印度羽毛球公開賽           | 超級750賽  | 混合雙打 | 德尔菲娜·德尔吕   | 亞軍   |
| 2025年 | 歐洲羽毛球混合團體錦標賽   | 其他       | 混合團體 | －                | 亞軍   |
| 2025年 | 歐洲羽毛球錦標賽           | 其他       | 混合雙打 | 德尔菲娜·德尔吕   | 亞軍   |
| 2025年 | 印尼羽毛球公開賽           | 超級1000賽 | 混合雙打 | 德尔菲娜·德尔吕   | 冠軍   |

| 2007-2017年 | 首要超級賽 | 超級賽 | 黃金大獎賽 | 大獎賽 | 國際挑戰賽 | 國際系列賽 | 未來系列賽 | 其他 |

| 2018-2026年 | 總決賽 | 超級1000賽 | 超級750賽 | 超級500賽 | 超級300賽 | 超級100賽 | 國際挑戰賽 | 國際系列賽 | 未來系列賽 | 其他 |

### 奧運會和世錦賽參賽紀錄
|          | 搭檔            | 2017 | 2018 | 2019 | 2020       | 2021 | 2022 | 2023 | 2024       |
| -------- | --------------- | ---- | ---- | ---- | ---------- | ---- | ---- | ---- | ---------- |
| 混合雙打 | 德尔菲娜·德尔吕 | 48強 | 32強 | 48強 | 小組第三名 | 16強 | 16強 | 16強 | 小組第三名 |